# Terri Smith
Terri Smith es una deportista canadiense que compitió en triatlón. Ganó una medalla de plata en el Campeonato Mundial de Triatlón de 1991.

## Palmarés internacional
| Campeonato Mundial | Campeonato Mundial     | Campeonato Mundial | Campeonato Mundial |
| Año                | Lugar                  | Medalla            | Prueba             |
| ------------------ | ---------------------- | ------------------ | ------------------ |
| 1991               | Gold Coast (Australia) | Medalla de plata   | Individual         |